# Xian de Yujiang
Le xian de Yujiang (余江县 ; pinyin : Yújiāng Xiàn) est un district administratif de la province du Jiangxi en Chine. Il est placé sous la juridiction de la ville-préfecture de Yingtan.

## Démographie
La population du district était de 332 431 habitants en 1999.